# Lluís Dilmé i Romagós
Lluís Dilmé y Romagós (Salt, Gerona; 1960) es un arquitecto y diseñador español.

## Biografía
Nació en 1960 en la ciudad de Salt, población situada en la provincia de Gerona. Estudió arquitectura en la Escuela Técnica Superior de Arquitectura de Barcelona, dependiente de la Universidad Politécnica de Cataluña (UPC), donde se graduó en 1988 .

## Actividad profesional
En el año 1985, antes de acabar la carrera, inició su colaboración con Ignasi de Solà-Morales en diversos proyectos en Valls y Torelló. En el año 1988 se asoció con Xavier Fabré en un estudio arquitectónico, urbanista y de diseño llamado "Dilmé & Fabré", especializándose en proyectos arquitectónicos para centros educativos, residenciales y sanitarios.
- 1988, 1994 - 1999: Reconstrucción del Gran Teatro del Liceo (Barcelona)
- 1988 - 1997: Plaza cívica de Bellaterra (Universidad Autónoma de Barcelona)
- 1994 - 1999: Parque de la Condesa Ermesenda (Gerona)
- 1995 - 1997: Escuela de Enseñanza Integrado de Música y Danza Oriol Martorell (Barcelona)
- 1996 - 2002: Remodelación del "Teatro Guastavino" (Vilasar de Dalt)
- 1999 - 2002: Conjunto de viviendas (El Prat de Llobregat)
- 2001 - 2004: Rehabilitación del "Teatro Cal Ninyo" (San Baudilio de Llobregat)
- 2002 - 2004: Conjunto de viviendas (Gerona)
- 2002 - 2004: Conjunto de viviendas (Figueras)
- 2002: Rehabilitación del "Teatro Principal" (Sabadell)
- 2002: Rehabilitación del "Teatro Cooperativa" (Barberá del Vallés)
- 2003: Conversión de "Can Gibert" en centro de artes (Monasterio de Montserrat)
- 2004: Centro de negocios "Molí dels Frares" (San Vicente dels Horts)

En el año 1994 junto con Ignasi de Solà-Morales, Xavier Fabré y Eulàlia Serra dirigió el proyecto de reconstrucción del teatro. En el año 2000 Solà-Morales, Fabré y el propio Dilmé fueron galardonados con el Premio Nacional de Patrimonio Cultural, concedido por la Generalidad de Cataluña, por esta obra.
- Datos: Q4893470